# Полнокупольные программы
Полнокупольные программы, полнокупольные фильмы или полнокупольные шоу — научно-популярные фильмы, созданные для показа главным образом в планетариях с куполом, покрывающим весь зал. Изображение с помощью современных цифровых проекторов выводится на купол с обзором 360 градусов, тем самым достигается ощущение погружения в картинку. Для показа любых полнокупольных программ необходимы собственно купол, специальная техника — проекционная система и акустическая установка для объёмного звучания, специализированный контент — фильм, снятый для данного формата видео, и программное обеспечение, позволяющее показывать фильм. При этом используется сразу несколько проекторов, каждый из которых транслирует изображение на свою часть купола, но у зрителя перед глазами образуется целостная картинка с равномерной яркостью.

## История
В 1983 году американская компьютерная фирма Evans & Sutherland установила первую проекционную систему Digistar I в научном музее Виргинии, а в 1995 году в Лондонском планетарии был запущен Digistar II.

## Планетарии
В России данную технологию поддерживают следующие планетарии:
- Нижегородский планетарий. В Нижегородском планетарии установлена первая в России программа «цифрового планетария». Из существующих во всем мире 4 тысяч планетариев такая система установлена лишь в 200-х[1].
- Большой планетарий Москвы. Полнокупольные программы показываются в большом звёздном зале. Диаметр купола-экрана — 25 метров, а площадь — 1000 квадратных метров[4][5].
- Новосибирский планетарий (Детско-юношеский центр «Планетарий»). Полнокупольные программы показываются в звёздном зале, который рассчитан на 114 мест[6].
- Ярославский планетарий. Полнокупольные программы показываются в звёздном зале, который вмещает 92 посетителей. Диаметр купола-экрана — 12 метров, а площадь — 300 квадратных метров[7].
- Барнаульский планетарий[8].
- Иркутский планетарий Архивная копия от 15 марта 2022 на Wayback Machine (Музей «НООСФЕРА»). В зале 45 мест, диаметр купола — 9,14 метра.
- Томский планетарий[9][10].
- Волгоградский Планетарий (Полнокупольные программы демонстрируются в большом звёздном зале. Один из самых больших куполов, диаметр — 25 метров.)
- Кировский планетарий Архивная копия от 11 августа 2020 на Wayback Machine (Детский космический центр им. В.П. Савиных, Музей К.Э.Циолковского, авиации и космонавтики. Архивная копия от 27 сентября 2020 на Wayback Machine Полнокупольные программы показываются в зале на 50 мест, диаметр купола 12 метров)

## Фильмы
Так как полнокупольные фильмы показываются в планетариях, большинство из них посвящены астрономии. К таким фильмам относятся: космические столкновения, черные дыры: обратная сторона вселенной, рассвет Космической эры, в поисках края Солнечной системы, тёмная материя и другие. Также существуют фильмы, посвящённые другим темам: тайны деревьев (про деревья), воздушные призраки (о необычных явлениях).